# Сигэмори Отани
Сигэмори Отани (яп. 大谷 茂盛; 1926—1990) — японский инженер-химик, президент Университета Тохоку.

## Биография
- 1943 — окончил среднюю школу префектуры в Мацумото
- 1945 — окончил технический колледж при Яманасском университете[англ.]
- 1949 — окончил инженерный факультет Университета Тохоку
- 1965 — профессор кафедры химической инженерии инженерного факультета Университета Тохоку
- 1987 — декан инженерного факультета Университет Тохоку. Председатель Общества химического машиностроения (Общество химического машиностроения)
- 1989 — президент Университета Тохоку (1989—1990)[2].